# Кубок Європи УЄФА серед жінок
Кубок Європи УЄФА серед жінок (англ. UEFA Women's Europa Cup) — щорічний футбольний турнір під егідою УЄФА, що проводиться поміж європейськими жіночими командами. Другий за силою жіночий клубний турнір в Європі після Ліги чемпіонів УЄФА серед жінок.

## Історія
Після того як у 2021 році було започатковано розширення чоловічих змаганнь у вигляді старту нового європейського турніру третього рівня під назвою Ліга конференцій УЄФА, було подано пропозиції щодо проведення нових жіночих змагань другого рівня.
4 грудня 2023 року УЄФА оголосив, що для популяризації жіночого футболу повністю змінить концепцію розвитку європейського клубного футболу серед жінок після 2025 року. Окрім зміни формату для вже існуючої Ліги чемпіонів УЄФА серед жінок, було анонсоване створення нового турніру, який в системі європейских жіночих футбольних ліг стане другим рівнем. 
Ключовою метою створення додаткового турніру, стала можливість дати змагатися в міжнародних іграх більшій кількості клубів та забезпечити таким чином додатковий стимул для інвестицій у жіночий футбол на внутрішньому рівні. 
Дебют першого сезону новостворенного турніру заплановано на сезон 2025-2026 років. 
16 грудня 2024 року було затверджено офіційну назву нового змагання «Кубок Європи УЄФА серед жінок». Презентації брендингу турніру та нового трофею заплановані на 2025 рік.

## Формат
Аналогічно до Ліги Європи УЄФА в чоловічому футболі, клуби можуть потрапити в турнір як на основі свого місця в національному чемпіонаті в попередньому сезоні, так і через вибуття з ранніх стадій Ліги чемпіонів того ж сезону. 
Новий турнір буде мати виключно кубкову систему та включатиме шість раундів: перший, другий, 1/8 фіналу, 1/4 фіналу, 1/2 фіналу та фінал, які проходитимуть у форматі двоматчевих протистоянь (вдома та на виїзді). Переможець турніру автоматично потрапить до другого раунду чемпіонського шляху Ліги чемпіонів серед жінок наступного сезону.
Загалом у турнірі візьмуть участь 44 клуби: тринадцять учасників прямого відбору від асоціацій, які займають 8–13 та 18–24 місця на основі місця у національній лізі в попередньому сезоні, а також тридцять одна команда, яка вилетіла в першому та другому кваліфікаційних раундах Ліги чемпіонів серед жінок.